# McMechen
McMechen è un comune degli Stati Uniti d'America, nella contea di Marshall nello Stato della Virginia Occidentale.